# 金子恭平
金子 恭平（かねこ きょうへい、1987年6月30日 - ）は、日本の歌手、作曲家、作詞家、ダンサー。宮城県仙台市出身。身長170cm。

## 概要
宮城県仙台市出身のシンガーソングライター、ダンサー。
小学生の頃より地元仙台のダンススクールに通い、ライブやコンテスト等に参加。チームで出場した当時日本最大のダンスコンテスト「DANCE DELIGHT」では、東北大会で数十組の参加チームの中を勝ち抜き優勝。2000年、第13回「ジュノン・スーパーボーイ・コンテスト」にて、史上最年少で審査員特別賞を受賞（当時13歳）。その年のグランプリ伊﨑右典らと結成したダンスヴォーカルユニットFLAMEのメンバーとして2001年にデビューし、主にメインボーカルとして活躍。FLAMEの楽曲では「情熱」、「Don't Look Back」、「Fundamental Loop（MVバージョン）」等の振付けも手掛けた。
2004年11月にFLAMEを脱退。当時所属の芸能プロダクション、ヴィジョンファクトリーとの契約を終えた。2007年にビーイング傘下の音楽制作兼アーティスト・マネジメント事務所ZAIN PRODUCTSに移籍し、ソロシンガーソングライターとして活動を開始。フルアルバムを2枚発売し、それに伴う全国ツアー等を展開。契約満了ののち、フリーランスに。歌手活動の傍ら、他アーティストへの楽曲提供や振り付け等も行う。
2017年にVT by VT Artist Developmentのボイストレーナーに就任。

## 作品

### シングル
1. Touch You Gently

### アルバム
1. To You…
2. RISE
3. ESCAPE!
4. NEW TYPE HUMAN（BAKALUCK）

### 配信
1. Thanks For Standing By Me
2. Escape!
3. Eyes On You
4. White WIsh
5. もう会いたくて

### Music videos
1. Pain
2. Escape
3. Chou
4. Dance in the rain

SUPER FORCE

### 配信
1. WE ARE THE JUSTICE（2016年8月19日）
  1. WE ARE THE JUSTICE
  2. GET HIGH
  3. I WANT IT
  4. Play with Girls
  5. Night Ecstasy
  6. NEVER EVER
  7. Do You Copy?
  8. Calling
  9. HISTORY
  10. PRISM
  11. Hey Jack
  12. Above
  13. 解放都市
  14. Light me to the Freedom